# Orao+
Orao+ ili Orao Plus  naziv je za oslabljenu inačicu Orla 64 s 32 kB RAM-a i 16 kB ROM-a, namijenjenu školama. U odnosu na Orao MR102, imao je poboljšani BASIC prevoditelj, a neke greške iz prijašnjeg Orla bile su ispravljene. Proizvodila ga je hrvatska tvrtka PEL Varaždin.

## Tehnički podatci
Orao +
- mikroprocesor: 6502
- takt: 1MHz
- memorija: 32 kB RAM, 16 kB ROM
- zaslon: 
  - bitmapna grafika u 256x256 točaka (monokromna)
  - tekst 32x32
- zvuk: 1 kanal, 5 oktava, kroz ugrađeni zvučnik
- tipkovnica: QUERTZ  (YUASCII), 84 tipke (10 funkcijskih, 4 za smjer, brojevna tipkovnica)
- programski jezici: ugrađeni Orao Basic v1.3, Monitor
- ulazno/izlazni međusklopovi: kasetofon DIN-5, izlaz za televiziju, kompozitni izlaz, tipka za RESET, RS-232 DIN-5, izlaz za proširenje
- disk operacijski sustav: VDOS
- cijena: 107.000 dinara bez poreza (rujan 1986.)

## Softver
Uz Orao+ PEL je isporučivao skup programa na kaseti:
- Igre
  - Wanderer
  - Jumping Jack
  - Mined Out
  - Space Invaders
  - Kuhar
  - Cigle
  - Rušenje
  - Crvić
  - Memo
  - Eagle
  - Mega Fruit
  - Match Fishing
  - Type Rope
  - Rocky
  - International Karate
  - Sheriff & Bandit
  - West Bank

- Edukativni programi 
  - Pitagora
  - Kemija
  - Matematika III/1
  - Matematika III/2
  - Labrint
  - Geografija
  - Engleski rječnik za osnovne škole
  - Engleski rječnik za srednje škole

- Uslužni programi
  - Teksted
  - Hard Copy
  - Konverzija
  - Char-Font

- Programski jezici 
  - Assembler za 6502
  - FORTH prevodilac
  - Mini Pascal

## Dodatci
- zaslon Orao 
  - diagonala 12"
  - kompozitni video
  - opcije - obojene folije preko ekrana: žuta, zelena, smeđa

- kazetofon PEL

- disketna jedinica Orao
  - jednostrana 5 1/4 " (100 KB)
  - mogućnost do dvije disketne jedinice

- pisači
  - PEL P-40 - 40 kolona, RS 232C + Centronics, 40 znakova u sekundi
  - PEL P-80 - 80 (132) kolone, RS 232C + Centronics, 100 znakova u sekundi

- lokalna mreža

- Kazetofon PEL
- Disketna jedinica ORAO
- Pisač PEL P-40
- Pisač PEL-80